# Glastonbury
Glastonbury is een provinciestadje en civil parish (8932 inwoners) in Zuidwest-Engeland, Somerset. Het is een belangrijke heilige plaats en bedevaartsoord zowel voor christenen als voor aanhangers van natuurgodsdiensten. Volgens de overlevering zou dit de plaats zijn waar het Keltische christendom ontstond nadat Jozef van Arimatea zich hier gevestigd had. Tevens zijn er ter plaatse verwijzingen naar de heilige Graal en de legende van koning Arthur. Glastonbury was mogelijk reeds bewoond in de prehistorie.
In 1965 liet de Britse koningin Elizabeth II er een houten kruis oprichten met de volgende tekst:
The cross. The symbol of our faith. The gift of Queen Elizabeth II marks a Christian sanctuary so ancient that only legend can record its origin. ("Het kruis. Het symbool van ons geloof. Het geschenk van koningin Elizabeth II wijst naar een christelijk heiligdom dat zo oud is dat alleen de legende in staat is om de oorsprong ervan te duiden.").
Ook wordt er een aantal kilometer oostelijk van de stad jaarlijks een groot muziekfestival gehouden, het Glastonbury Festival.

## De abdij
De oorsprong van de abdij is historisch onzeker, maar gaat mogelijk terug tot 63 na Chr. Dan zou Jozef van Arimatea de heilige Graal naar Glastonbury gebracht hebben. Het eerste stenen gebouw zou opgericht zijn in 712. De abdij werd verwoest door de Vikingen in de 9e eeuw. In de 10e eeuw werd zij herbouwd door de heilige Dunstan. In 1191 werd er een boomgraf gevonden, dat de overblijfselen van koning Arthur en diens gemalin Guinevere zou bevat hebben.
In 1539 werd de abdij op bevel van koning Hendrik VIII verwoest. Sinds 1908 zijn de ruïnes eigendom van de Anglicaanse Kerk.

## De heilige Meidoorn
De "Glastonbury Thorn" was een meidoorn met de bijzondere eigenschap dat hij twee keer per jaar bloeide: in de lente en rond Kerstmis. De Britse vorstin ontving telkenjare met Kerstmis een bloeiende twijg uit Glastonbury ter versiering van haar kersttafel. Begin december 2010 werd de boom neergehaald door vandalen. Reden is mogelijk een wraakactie tegen de eigenaar van het landgoed, die verdacht werd van grootschalige fraude.

## Glastonbury Tor
De Glastonbury Tor is een heuvel die even buiten de bebouwde kom van de stad Glastonbury is gelegen. Op de heuvel, die oprijst uit het vlakke land, prijkt de St.-Michaels Tower, de toren van een verdwenen kerk uit de 14e eeuw. Een spiraalvormig pad, dat naar de top loopt, spreekt sterk tot de verbeelding van de talrijke bezoekers. Sommige mensen zeggen dat dit resten zijn van een eeuwenoud labyrint. Maar het kan ook een overblijfsel zijn van aangelegde terrassen ten behoeve van de landbouw. Archeologen ontdekten er restanten van een fort uit de 5e eeuw, dat weer in verband gebracht werd met koning Arthur. De Glastonbury Tor is een geklasseerd monument en wordt beheerd door The National Trust.
Glastonbury Tor wordt wel als enorme Trojaburg gezien.

## Chalice Well
De "Bron van de Kelk" (Chalice Well) is gelegen aan de voet van de Glastonbury Tor. Deze bron is zeer actief en heeft nog nooit drooggestaan. Het water is rijk aan ijzer en daarom rood van kleur. Het zou geneeskrachtig zijn. Dit zou de plaats zijn waar de Kelk van het Laatste Avondmaal (Heilige Graal) begraven ligt. Sommige pelgrims, zoals aanhangers van natuurgodsdiensten, vereren de bron als het vrouwelijke aspect van de godheid, terwijl de Glastonbury Tor voor hen het mannelijke aspect vertegenwoordigt.

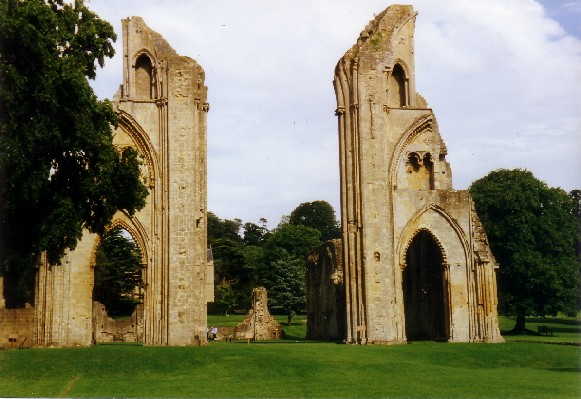
Glastonbury Abdij
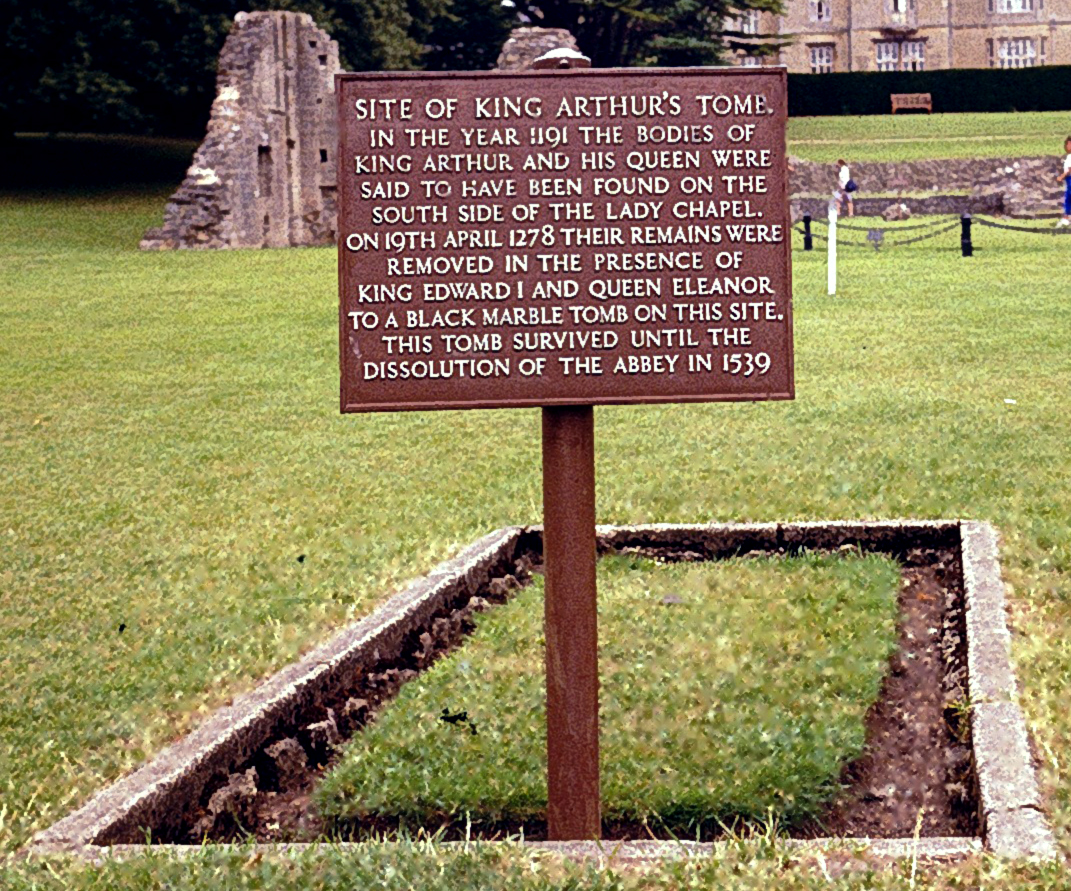
Voormalig graf van koning Arthur en koningin Guinevere, Glastonbury Abdij
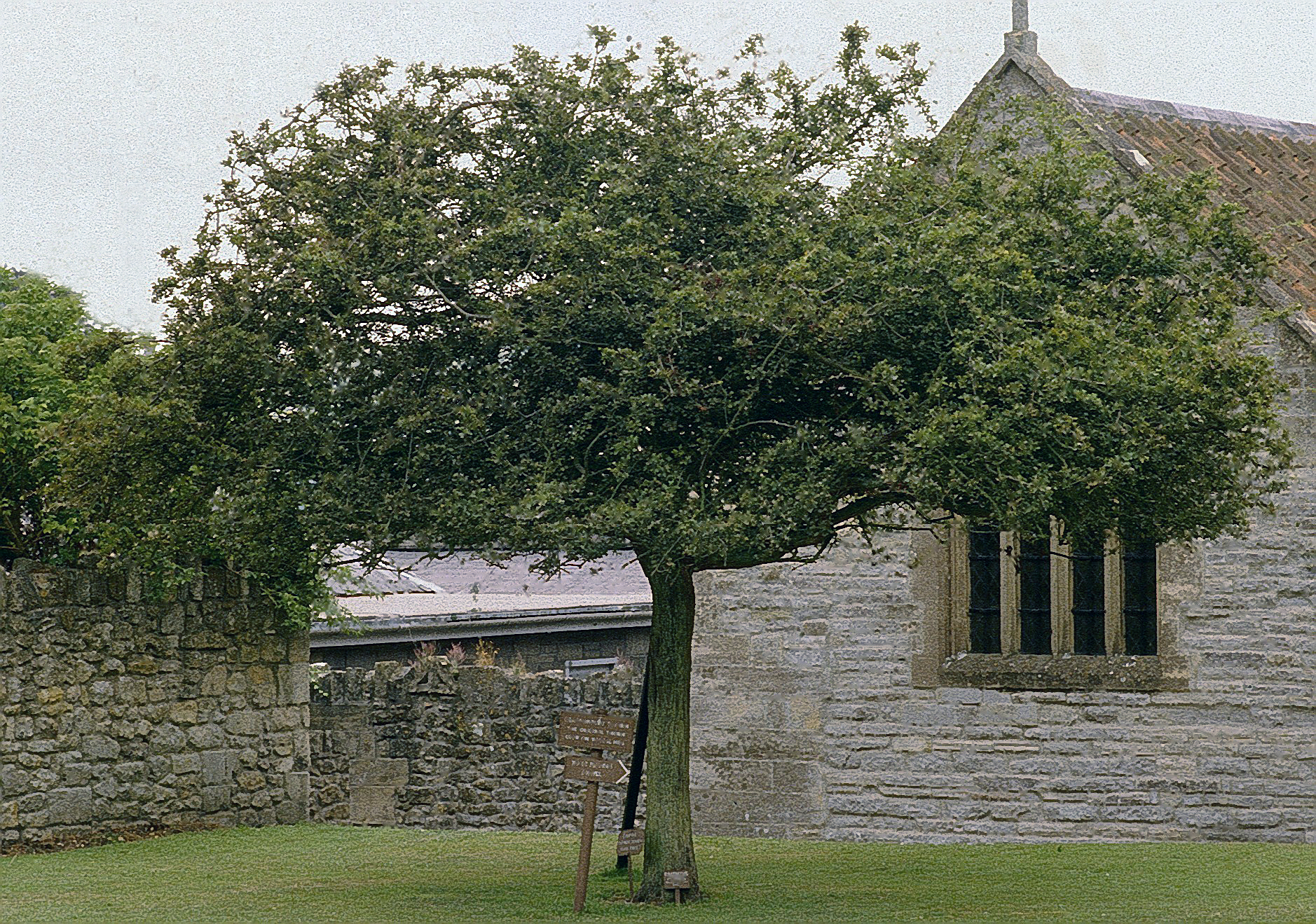
Heilige Meidoorn, Glastonbury Abdij, zomer 1984. Gestorven in 1991.
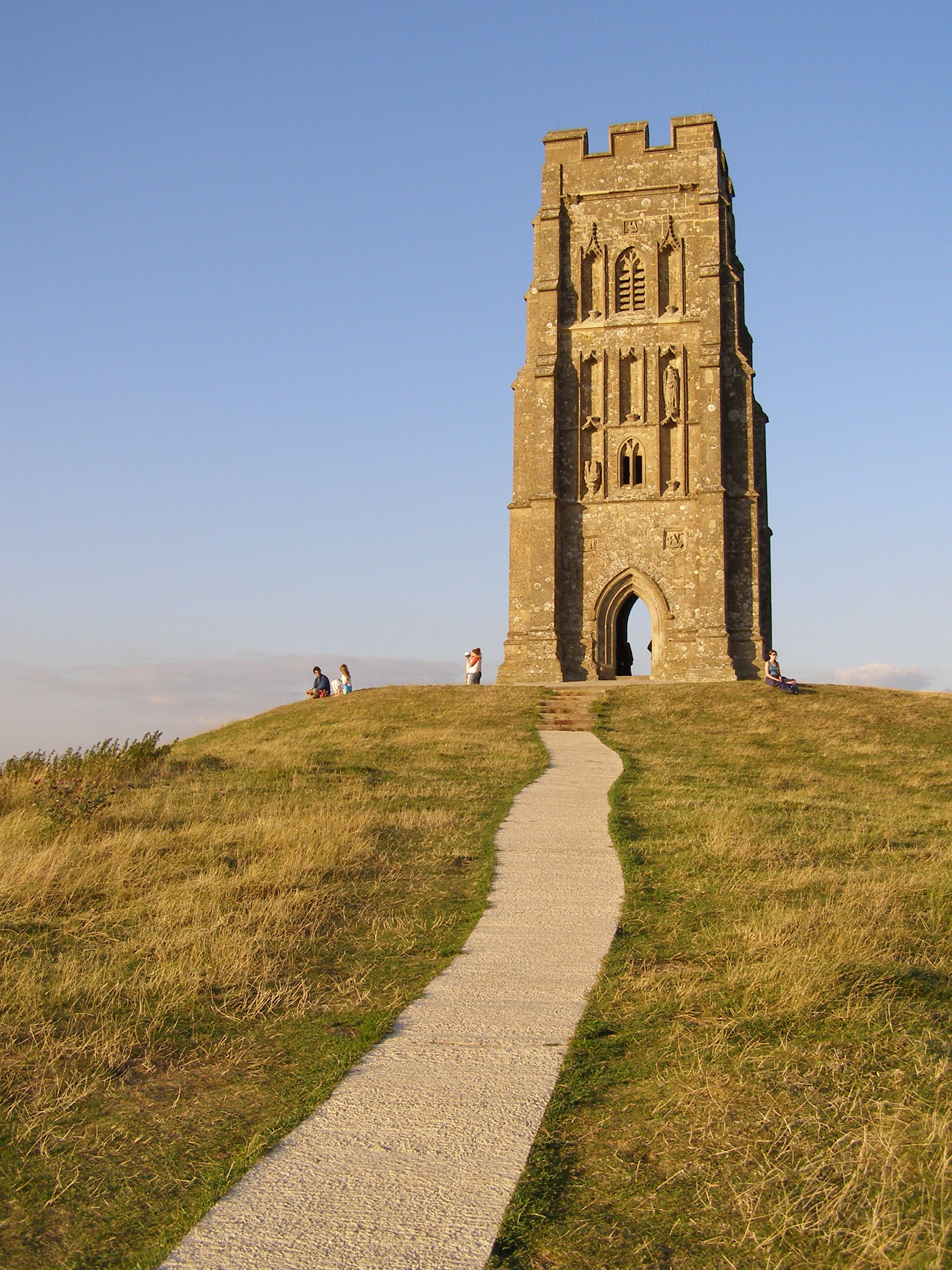
Ruïne van de kerk van St. Michael op de top van de Glastonbury Tor
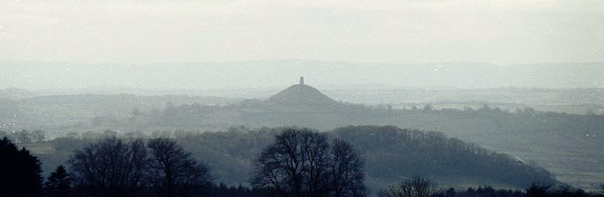
Glastonbury Tor

## Belangrijke feestdagen
- Winter- en zomerzonnewende
- De tweede zaterdag en zondag van juli.

## Bekende inwoners van Glastonbury

### Begraven
- Koning Arthur, mythische Britse koning
- Guinevere, Britse koningin
- Edmund I van Engeland (921-946), koning van Engeland
- Edgar van Engeland (ca. 942-975), koning van Engeland
- Edmund II van Engeland (ca. 990-1016), koning van Engeland